# Andrea De Leo
Andrea De Leo (Sala Consilina, 9 dicembre 1849 – 7 gennaio 1915) è stato un politico e avvocato italiano.

## Biografia
Nato a Sala Consilina nel 1849 da Giuseppe, cancelliere del Giudicato regio, e da Paola Napodamo, esercitò la professione di avvocato a Salerno.
Socialista, fu eletto sindaco di Salerno il 27 luglio 1895, guidando una giunta sostenuta a larga maggioranza da trenta consiglieri comunali su quaranta.
Nonostante la sconfitta della sua fazione alle amministrative del 22 giugno 1902, gli venne data la fiducia e riconfermato sindaco con trentadue voti. Rassegnò le dimissioni da sindaco il 2 agosto 1903, terminando il proprio incarico il 13 successivo.
Fu in seguito presidente del Consiglio provinciale di Salerno.
Morì il 7 gennaio 1915.